# Мецаренц, Мисак
Мисак Мецаре́нц (з.-арм. Միսաք Մեծարենց, настоящая фамилия Мецатурян, январь 1886, с. Бинкян, вилайет Харпут, Османская империя — 5 июля 1908, Константинополь) — армянский лирический поэт.
В 1894 году вместе со всей семьёй переехал в Сивас (Себастию), где пошёл в школу, затем до 1902 года учился в школе-интернате в Мерзифоне (Марзване), в 1902—1905 годах — в Константинополе в армянской средней школе «Гетронаган», после чего прекратил образование из-за туберкулёза. Умер в 1908 году в возрасте 22 лет. При жизни опубликовал две книги стихов: «Радуга» («Дзиадзан») и «Новые песни» («Нор дахер»), обе в 1907 году. Мисак Мецаренц знал французский язык и читал французскую литературу в подлиннике; поэзия французского символизма оказала большое влияние на его творчество.
Поэзия Мисака Мецаренца близка к романтизму. Поэт идеализирует природу и противопоставляет её современной городской жизни. Значительное место в его произведениях занимает также тема любви.
Стихотворения Мецаренца переводил Валерий Брюсов. Наряду с переводами других армянских поэтов Нового времени, он включил переводы из Мисака Мецаренца в антологию «Поэзия Армении с древнейших времен до наших дней».

## Произведения
Творческая жизнь Мецаренца продлилась всего 5 лет. Первое его стихотворение было опубликовано в 1903-м году, а последнее он диктовал одному из своих родственников уже находясь в предсмертном состоянии в своей постели. Несмотря на это писать он начал намного раньше. В 1901-м году он уже завершил работу над своим первым сборником стихотворений, озаглавленным «Биения» (арм. «Բաբախումներ», который так и не увидел свет в течение его жизни.
Первое печатное собрание Мецаренца «Радуга» (арм."Ծիածան") увидело свет весной 1907-го. Оно состояло всего из 38 лирических песен, но несмотря на это вызвало бурные отзывы со стороны общественности и критиков. Что касается критиков: отзывы как положительные, так и отрицательные. И так как ещё до публикации сборника Мецаренц уже предчувствовал, что может быть неправильно понят критиками, он пишет самокритичную статью («Ինքնադատության փորձ մը „Ծիածան“ին առիթով»), посвящённую своему сборнику, где детально разбирает свои произведения, а также делится с читателем своими литературными взглядами.